# Cirillo IV di Alessandria
Papa Cirillo IV o Abba Kyrillos IV (Sawamaa, 1816 – Egitto, 31 gennaio 1861) è stato un vescovo cristiano orientale egiziano, 110º Papa di Alessandria e Patriarca della Sede di San Marco.
Nacque come Davide (Daoud) nel 1816. Nonostante il suo papato relativamente breve, è considerato il "Padre della Riforma" della Chiesa copta ortodossa in epoca moderna. È accreditato per aver creato una grande casa editrice e aver fatto stampare molti libri religiosi.
Mentre era abate del monastero di Sant'Antonio, fu inviato in Etiopia su richiesta di Pietro VII per mediare tra Abouna Salama e i suoi oppositori nella Chiesa etiope, oltre a "impedire che le simpatie per i missionari cattolici e i loro insegnamenti aumentassero ulteriormente". Mentre lui era in Etiopia, il Patriarca morì. L'ex ichege Gebre Mariam, che era al Cairo per fare pressione sui diritti etiopi sul convento di Gerusalemme, sfruttò questa opportunità per esercitare pressioni sulla propria causa. Di conseguenza, la scelta della maggioranza per il successore del patriarca Pietro, Du'ad, fu tenuta in stallo per due anni.
Come patriarca, Cirillo tornò in Etiopia su richiesta del viceré Sa'id d'Egitto, la prima visita registrata del capo della chiesa copta in quel paese. L'imperatore Tewodros II, che Trimingham descrisse come "incapace di concepire come un prelato cristiano potesse acconsentire ad agire come inviato di un principe musulmano", ricevette sfavorevolmente Papa Cirillo nel dicembre 1856. Sven Rubenson riporta che quando il Patriarca espresse interesse nel vedere l'esercito dell'imperatore, Teodoro II sospettò che fosse una spia e lo confinò con Abouna Salama nella loro casa; solo dopo l'intervento del clero etiope furono rilasciati entrambi. Durante una riacutizzazione dei disappori tra l'Abouna e l'imperatore nel novembre dell'anno successivo, che portò l'Abouna a scomunicare l'Imperatore Tewodros II, il Patriarca Cirillo ritirò l'interdizione contro i desideri di Abouna Salama; il Patriarca lasciò l'Etiopia poco dopo.